# Destroyer (álbum de Gorgoroth)
Destroyer, or About How to Philosophize With the Hammer es el cuarto álbum de estudio de la banda noruega de black metal Gorgoroth. Fue su primer disco editado bajo el sello discográfico Nuclear Blast. Se reeditó en vinilo en 2006 bajo Back on Black Records.
El subtítulo del álbum "Or about how to philosophize with the hammer (Cómo filosofar a martillazos)" es también el subtítulo del libro de Friedrich Nietzsche El ocaso de los ídolos, cuyo título sería usado posteriormente para un álbum de 2003 de Gorgoroth.

## Listado de canciones
| N.º   | Título                                                        | Letras              | Música              | Duración |  |
| 1.    | «Destroyer»                                                   | Infernus            | Tormentor           | 3:49     |  |
| 2.    | «Open the Gates»                                              | Pest                | Infernus            | 5:29     |  |
| 3.    | «The Devil, the Sinner and His Journey»                       | Infernus            | Infernus            | 3:26     |  |
| 4.    | «Om kristen og jødisk tru (About Christian and Jewish Faith)» | Pest                | Infernus            | 4:47     |  |
| 5.    | «På slagmark langt mot nord (On Battlefields Far North)»      | Pest                | Infernus            | 5:08     |  |
| 6.    | «Blodoffer (Blood Offering)»                                  | Infernus, Tormentor | Infernus, Tormentor | 3:19     |  |
| 7.    | «The Virginborn»                                              | Pest                | Infernus            | 8:15     |  |
| 8.    | «Slottet i det fjerne (Darkthrone cover)»                     | Fenriz              | Fenriz              | 3:41     |  |
| 37:09 |                                                               |                     |                     |          |  |

La canción #8: Música y letras por Fenriz de la banda Darkthrone; la versión original de esta canción aparece en el álbum Transilvanian Hunger (1994).

## Miembros
- -¢elenia- Bajo (pergatorio π 2)
- Daimonion - Sintetizador (canción 3)
- Frost - Batería (canción 3)
- Gaahl - Voces (canción 1)
- Infernus - Guitarras (canciones 2-7), bajo (canciones 1, 3, 5 y 6), voces (canciones 6 y 8), batería (canciones 5 y 6)
- Pest - Voces (canciones 2, 4, 5 y 7)
- Tormentor - Guitarras (todas las canciones excepto la 3)
- T-Reaper - Voces (canción 3)
- Vrolok - Batería (canciones 2, 4 y 7)

Grabado en el Grieghallen Studio. Mezclado en febrero de 1998 en el Abyss Studio por Peter Tägtgren, Gaahl y Infernus. Produced by Infernus.